# Фиштаун Пингвинз
«Фи́штаун Пи́нгвинз» (нем. Fischtown Pinguins Bremerhaven) — немецкий профессиональный хоккейный клуб из города Бремерхафен, выступающий в Немецкой хоккейной лиге.

## Статистика сезонов
| Сезон                     | Игр                                            | Побед                                          | ВОТ                                            | ВБ                                             | ПОТ                                            | ПБ                                             | Поражения                                      | Очков                                          | Голов забито                                   | Голов пропущено                                | Место                                          | Плей-офф                   |
| ------------------------- | ---------------------------------------------- | ---------------------------------------------- | ---------------------------------------------- | ---------------------------------------------- | ---------------------------------------------- | ---------------------------------------------- | ---------------------------------------------- | ---------------------------------------------- | ---------------------------------------------- | ---------------------------------------------- | ---------------------------------------------- | -------------------------- |
| Вторая Бундеслига 2007-08 | 52                                             | 20                                             | 2                                              | 0                                              | 2                                              | 0                                              | 28                                             | 66                                             | 148                                            | 164                                            | 12                                             | В плей-офф не попал.       |
| 2007-08 Стыковые матчи    | Победил Lausitzer Füchse в 4 матчах до 3 побед | Победил Lausitzer Füchse в 4 матчах до 3 побед | Победил Lausitzer Füchse в 4 матчах до 3 побед | Победил Lausitzer Füchse в 4 матчах до 3 побед | Победил Lausitzer Füchse в 4 матчах до 3 побед | Победил Lausitzer Füchse в 4 матчах до 3 побед | Победил Lausitzer Füchse в 4 матчах до 3 побед | Победил Lausitzer Füchse в 4 матчах до 3 побед | Победил Lausitzer Füchse в 4 матчах до 3 побед | Победил Lausitzer Füchse в 4 матчах до 3 побед | Победил Lausitzer Füchse в 4 матчах до 3 побед | Сохранился                 |
| Вторая Бундеслига 2008-09 | 48                                             | 19                                             | 0                                              | 2                                              | 3                                              | 0                                              | 24                                             | 64                                             | 144                                            | 157                                            | 10                                             | Поражение в четвертьфинале |
| Вторая Бундеслига 2009-10 | 52                                             | 14                                             | 3                                              | 3                                              | 3                                              | 2                                              | 27                                             | 59                                             | 139                                            | 165                                            | 11                                             | В плей-офф не попал.       |
| 2009-10 Стыковые матчи    | Победил Wölfe Freiburg                         | Победил Wölfe Freiburg                         | Победил Wölfe Freiburg                         | Победил Wölfe Freiburg                         | Победил Wölfe Freiburg                         | Победил Wölfe Freiburg                         | Победил Wölfe Freiburg                         | Победил Wölfe Freiburg                         | Победил Wölfe Freiburg                         | Победил Wölfe Freiburg                         | Победил Wölfe Freiburg                         | Сохранился                 |
| Вторая Бундеслига 2010-11 | 48                                             | 25                                             | 4                                              | 0                                              | 4                                              | 3                                              | 12                                             | 90                                             | 183                                            | 127                                            | 3                                              | Поражение в четвертьфинале |
| Вторая Бундеслига 2011-12 | 48                                             | 18                                             | 2                                              | 4                                              | 2                                              | 1                                              | 21                                             | 69                                             | 161                                            | 161                                            | 9                                              | В плей-офф не попал.       |
| 2011-12 Стыковые матчи    | 8                                              | 1                                              | 1                                              | —                                              | 2                                              | —                                              | 4                                              | 7                                              | 13                                             | 23                                             | 5                                              | Сохранился                 |

Примечания : 'Игр' — количество сыгранных матчей, 'ВОТ' — Выигранные овертаймы, 'ВБ' — выигранные серии буллитов, 'ПОТ'- проигранные овертаймы, 'ПБ'- проигранные серии буллитов.

## Результаты турниров
| Год                    | Первый раунд                       | Второй раунд                   | Четвертьфиналы               | Полуфиналы                    | Финал |
| ---------------------- | ---------------------------------- | ------------------------------ | ---------------------------- | ----------------------------- | ----- |
| Eishockeypokal 2002-03 | Поражение, 1-6, Крефелд Пинг       | —                              | —                            | —                             | —     |
| Eishockeypokal 2003-04 | Поражение, 3-4, Ганновер Скорпионс | —                              | —                            | —                             | —     |
| Eishockeypokal 2004-05 | Поражение, 3-4, Ганновер Скорпионс | —                              | —                            | —                             | —     |
| Eishockeypokal 2005-06 | Победа, 1-0, Ганновер Скорпионс    | Поражение, 0-4, Адлер Мангейм  | —                            | —                             | —     |
| Eishockeypokal 2006-07 | Победа, 5-3, Ганновер Индианс      | Победа, 9-2, DEG Metro Stars   | Победа, 2-1, Франкфурт Лионс | Поражение, 1-5, Адлер Мангейм | —     |
| Eishockeypokal 2007-08 | Победа, 4-3, Кёльнер Хайе          | Поражение, 2-3, ЭРК Ингольстад | —                            | —                             | —     |

| Год                    | Игр | Побед | ВОТ | ВБ | ПОТ | ПБ | Поражения | Очков | Голов забито | Голов пропущено | Место                           |
| ---------------------- | --- | ----- | --- | -- | --- | -- | --------- | ----- | ------------ | --------------- | ------------------------------- |
| Eishockeypokal 2008-09 | 2   | 1     | 0   | 0  | 0   | 0  | 1         | 3     | 3            | 7               | Четвертое место в группе, Выбыл |

| Год                    | Первый раунд                    | Второй раунд                   | Четвертьфиналы                | Полуфиналы                         | Финал                       |
| ---------------------- | ------------------------------- | ------------------------------ | ----------------------------- | ---------------------------------- | --------------------------- |
| Кубок Германии 2009-10 | —                               | Победа, 6-1, Hannover Indians  | Победа, 4-2, ETC Crimmitschau | Победа, 5-4, Молодёжная Сборная    | Поражение, 0-3, EHC München |
| Кубок Германии 2010-11 | Победа, 6-3, Landshut Cannibals | Победа, 5-0, Dresdner Eislöwen | Победа, 5-2, EC Peiting       | Поражение, 2-4, EV Ravensburg      | —                           |
| Кубок Германии 2011-12 | Победа, 5-4, Kassel Huskies     | Победа, 7-3, ETC Crimmitschau  | Победа, 8-0, EC Bad Nauheim   | Поражение, 1-5, Landshut Cannibals | —                           |